# Atlas Celular Humano
El Atlas Celular Humano (también, Atlas de Células Humanas) es un proyecto para describir todos los tipos de células del cuerpo humano. La iniciativa fue anunciada por un consorcio tras su reunión inaugural en Londres en octubre de 2016, que estableció la primera fase del proyecto. Aviv Regev y Sarah Teichmann definieron los objetivos del proyecto en esa reunión, convocada por el Instituto Broad, el Instituto Wellcome Trust Sanger y Wellcome Trust. Regev y Teichmann dirigen el proyecto.

## Descripción
El Atlas de Células Humanas catalogará una célula en función de varios criterios, concretamente el tipo de célula, su estado, su ubicación en el cuerpo, las transiciones que experimenta y su linaje. Recogerá datos de las investigaciones existentes y los integrará con los datos recogidos en futuros proyectos de investigación. Entre los datos que recogerá están el fluxoma, el genoma, el metaboloma, el proteoma y el transcriptoma.
Su alcance es categorizar los 37 billones de células del cuerpo humano para determinar qué genes expresa cada célula tomando muestras de células de todas las partes del cuerpo.
Todos los aspectos del proyecto se pondrán "a disposición del público de forma gratuita", incluido el software y los resultados.
En abril de 2018, el proyecto incluía a más de 480 investigadores que realizaban 185 proyectos.

## Fondos
En octubre de 2017, la Iniciativa Chan Zuckerberg anunció la financiación de 38 proyectos relacionados con el Atlas Celular Humano. Entre ellos se encontraba una subvención de valor no revelado al Instituto Zuckerman del Centro Médico de la Universidad de Columbia. La subvención, titulada "A strategy for mapping the human spinal cord with single cell resolution", financiará la investigación para identificar y catalogar la actividad de los genes en todas las células de la médula espinal. El Instituto de Investigación Genómica Traslacional recibió una subvención para desarrollar un estándar para el "procesamiento y almacenamiento de tejidos sólidos para la secuenciación de ARN de una sola célula", en comparación con la práctica típica de basarse en la media de la secuenciación de múltiples células.
El programa también cuenta con el respaldo de la Unión Europea, los Institutos Nacionales de Salud de Estados Unidos y la Fundación Manton.

## Datos
En abril de 2018, se publicó el primer conjunto de datos del proyecto, que representa 530,000 células del sistema inmunológico recolectadas de la médula ósea y la sangre del cordón umbilical.
Un programa de investigación del Instituto Max Planck de Inmunobiología y Epigenética publicó un atlas de las células del hígado, utilizando la secuenciación de ARN de una sola célula en 10,000 células normales obtenidas de nueve donantes.

## Otras lecturas
- Rozenblatt-Rosen, O.; Stubbington, M.J.T.; Regev, A.; Teichmann, S.A. (18 de octubre de 2017). «The Human Cell Atlas: from vision to reality». Nature 550 (7677): 451-453. Bibcode:2017Natur.550..451R. PMID 29072289. doi:10.1038/550451a. Consultado el 28 de abril de 2020.